# Monty Banks
Monty Banks (15. červenec 1897 – 7. leden 1950) byl italský divadelní a filmový herec, filmový režisér a producent, který se proslavil v éře němého filmu v amerických groteskách.

## Biografie
Narodil se jako Mario Bianchi 15. července 1897 v italské Ceseně. Před první světovou válkou odjel z rodné Itálie do Spojených států, kde se v New Yorku uplatnil jako tanečník v místních divadlech a kabaretech. V Hollywoodu se nejprve uplatnil jako komik v menších rolích v krátkých groteskách Macka Sennetta. Na počátku dvacátých let získal ohromnou popularitu ve vlastní sérii ztřeštěných honičkových komedií, z nichž některé i sám režíroval, a ve kterých ztělesňoval neúspěšné dobyvatele dívčích srdcí, smůlou pronásledované hrdiny, kteří se dostávají do nezáviděníhodných situací, ze kterých vždy nevědomky vyjdou oslavováni jako hrdinové. Na tyto krátké grotesky navázal v druhé polovině dvacátých let i několika úspěšnými dlouhometrážními snímky. K těm nejznámějším patří filmy jako Monty Banks má z pekla štěstí, Jízda s překážkami (Play Safe; 1927), ve kterém se za pomoci všech možných i nemožných dopravních prostředků pokouší zachránit svou dívku z jedoucího vlaku bez strojvůdce nebo Dokonalý gentleman (A Perfect Gentleman; 1928). Po nástupu zvukového filmu se v roce 1928 přestěhoval do Anglie, kde zahájil svou druhou, neméně úspěšnou kariéru jako režisér hudebních veseloher, mj. režíroval i rané hudební veselohry George Formbyho. Jako herec se na plátně objevoval již jen v epizodních rolích. V roce 1938 natočil v duchu klasických grotesek němé éry komedii o zlaté horečce v Austrálii na přelomu 19. a 20. století s názvem Volání zlata (We're Going to Be Rich; 1938). Hlavní roli v tomto snímku vytvořila populární britská herečka a zpěvačka Gracie Fields, která se v roce 1940 stala jeho druhou ženou. Po vypuknutí 2. světové války byl z důvodu svého italského původu v Británii označen za nežádoucího cizince a proto se v roce 1940 i se svou manželkou vrátil do Hollywoodu, kde pod pseudonymem Montague Banks režíroval komedii Kanóni (Great Guns; 1941) s oblíbenou dvojicí Laurel a Hardy. Byl to jeho poslední film, který režíroval. Jako herec se před filmovou kamerou naposledy objevil ve snímku Zvon pro Adano (A Bell for Adano; 1945), filmové adaptaci románu Johna Herseye, kterou režíroval Henry King. Monty Banks zemřel v italské Aroně na infarkt myokardu ve věku 52 let.

## Filmografie (výběrová)
- Zvon pro Adano (A Bell for Adano; 1945)
- Krev a písek (Blood and Sand; 1941)
- Kanóni (Great Guns; 1941) (pouze režie)
- Volání zlata (We're Going to Be Rich; 1938)
- Dokonalý gentleman (A Perfect Gentleman; 1928)
- Jízda s překážkami (Play Safe; 1927)
- Monty Banks má z pekla štěstí
- Každý začátek je těžký (Atta Boy, 1926)
- Líbánky ve třech